# Tiếng Wakhi
Tiếng Wakhi (chữ Wakhi: وخی) là một ngôn ngữ Ấn-Âu thuộc nhánh ngôn ngữ Iran Đông được nói ở huyện Wakhan, Bắc Afghanistan và cả ở Tajikistan, Bắc Pakistan và Trung Quốc.

## Phân loại và phân bố
Tiếng Wakhi là một trong những ngôn ngữ thuộc nhóm ngôn ngữ Pamir. Mối quan hệ của nó với các ngôn ngữ khác của ngữ chi Iran là không rõ ràng; trong một số đặc điểm nhất định, tiếng Wakhi thể hiện mối quan hệ với tiếng Saka đã biến mất.

### Ở Afghanistan
Tại Hành lang Wakhan của Afghanistan, tiếng Wakhi được nói từ Putur, gần Ishkashim, đến thượng nguồn của sông Wakhan.

### Ở Tajikistan
Ở Tajikistan, người Wakhi (và các cộng đồng khác nói một trong những ngôn ngữ Pamir) tự gọi mình là người Pamiri hoặc Badakhshan và đã dựng lên một phong trào nhằm tách biệt về danh tính với người Tajik (đa số nói tiếng Ba Tư). Các nhà ngôn ngữ học coi tiếng Wakhi là một ngôn ngữ Iran Đông độc lập với tiếng Ba Tư Tajik, nhưng nhiều người theo chủ nghĩa dân tộc Tajik khẳng định rằng tiếng Wakhi và các ngôn ngữ Pamir khác thực sự là phương ngữ tiếng Tajik.

### Ở Trung Quốc
Tiếng Wakhi cũng được nói ở huyện tự trị Taxkorgan, Tân Cương của Trung Quốc.

### Ở Nga
Có khoảng 6.000 người Wakhi ở Nga, hầu hết trong số là dân nhập cư từ Tajikistan và Afghanistan.

### Ở Thổ Nhĩ Kỳ
Có một số làng Wakhi ở Thổ Nhĩ Kỳ ở các khu vực phía đông, nơi họ đã di cư từ Afghanistan vào năm 1979 trong cuộc chiến tranh Afghanistan-Xô.

## Chữ viết
Tiếng Wakhi không phải là một ngôn ngữ viết. Các hệ thống chữ viết đã được phát triển sử dụng chữ Ả Rập, chữ Kirin và chữ Latinh.